# Калотина
Кало́тина (болг. Калотина) — село в Софійській області Болгарії. Входить до складу общини Драгоман. Розташоване на кордоні з Сербією. Діють автомобільний та залізничний пункти пропуску.

## Населення
За даними перепису населення 2011 року у селі проживали 250 осіб.
Національний склад населення села:
| Національність   | Кількість осіб | Відсоток |
| ---------------- | -------------- | -------- |
| болгари          | 246            | 98,8%    |
| цигани           | 3              | 1,2%     |
| турки            | 0              | 0%       |
| інша             | 0              | 0%       |
| не визначились   | 0              | 0%       |
| Всього відповіли | 249            |          |

Розподіл населення за віком у 2011 році:
Динаміка населення: